# 萨宾语
萨宾语是马来半岛一种已在2013年灭绝的南亚语系亚斯里语支语言。